# San Martín de Tucumán
A San Martín de Tucumán egy argentin labdarúgócsapat San Miguel de Tucumán városában. A egyesületet 1909. november 2-án alapították. A klub jelenleg a másodosztályban szerepel és a 30 250 néző befogadására alkalmas Estadio La Ciudadelában játssza hazai mérkőzéseit.
1944-ben a Newell’s Old Boys csapatát 3–1-re legyőzve megnyerték a Copa General Pedro Ramírezt.

## Sikerei, díjai
Copa General Pedro Ramírez
- Győztes (1): 1944

## Jelenlegi keret
2022. július 31. szerint.
| # |     | Poszt | Név                                                            |
| - | --- | ----- | -------------------------------------------------------------- |
| — | ARG | K     | Darío Sand                                                     |
| — | ARG | K     | Nicolás Carrizo                                                |
| — | ARG | K     | Juan Jaime                                                     |
| — | ARG | V     | Juan Orellana                                                  |
| — | ARG | V     | Hernán Lopes                                                   |
| — | ARG | V     | Hernán Pellerano                                               |
| — | ARG | V     | Fernando González                                              |
| — | ARG | V     | Gustavo Abregú                                                 |
| — | ARG | V     | Lucas Diarte                                                   |
| — | ARG | V     | Franco Quiroz (kölcsönben a San Telmo csapatától)              |
| — | ARG | V     | Nicolás Sansotre                                               |
| — | ARG | V     | Ulises Abreliano (kölcsönben az Arsenal de Sarandí csapatától) |
| — | ARG | V     | Máximo Levi                                                    |
| — | ARG | KP    | Rodrigo Herrera (kölcsönben a Defensa y Justicia csapatától)   |
| — | ARG | KP    | Gonzalo Gutiérrez                                              |

| # |     | Poszt | Név                                                                   |
| - | --- | ----- | --------------------------------------------------------------------- |
| — | ARG | KP    | Agustín Prokop                                                        |
| — | ARG | KP    | Valentín Larralde (kölcsönben a Defensa y Justicia csapatától)        |
| — | ARG | KP    | Tino Costa                                                            |
| — | ARG | KP    | Diego Sosa (kölcsönben az Argentinos Juniors csapatától)              |
| — | ARG | KP    | Federico Jourdan                                                      |
| — | ARG | KP    | Cristian Llama                                                        |
| — | ARG | CS    | Brian Andrada (kölcsönben a Gimnasia y Esgrima de Mendoza csapatától) |
| — | ARG | CS    | Rodrigo Gómez                                                         |
| — | ARG | CS    | Juan Imbert                                                           |
| — | ARG | CS    | Abel Argañaraz (kölcsönben a Central Córdoba (SdE) csapatától)        |
| — | ARG | CS    | Juan Miritello (kölcsönben a Defensa y Justicia csapatától)           |
| — | ARG | CS    | Iván Maggi (kölcsönben a Racing Club csapatától)                      |

## Fordítás
Ez a szócikk részben vagy egészben  a   San Martín de Tucumán című angol Wikipédia-szócikk fordításán alapul.  Az eredeti cikk szerkesztőit annak laptörténete sorolja fel. Ez a jelzés csupán a megfogalmazás eredetét és a szerzői jogokat jelzi, nem szolgál a cikkben szereplő információk forrásmegjelöléseként.